# Кьеррумгор, Лука
Лука Кьеррумгор (дат. Luca Kjerrumgaard; род. 9 февраля 2003, Оденсе) — датский футболист, нападающий клуба «Оденсе».

## Клубная карьера
Кьеррумгор — воспитанник клубов «Далум» и «Оденсе». 18 июля 2022 года в матче против «Норшелланна» он дебютировал в датской Суперлиге в составе последних. В том же году Кьеррумгор на правах аренды перешёл в «Нюкёбинг». 2 сентября в матче против «Хельсингёра» он дебютировал в Первом дивизионе Дании. 1 октября в поединке против «Сённерйюска» Лука забил свой первый гол за «Нюкёбинг». 
В 2023 года Кьеррумгор на правах аренды перешёл в норвежский «Стабек». 3 сентября в матче против «Стрёмгодсета» он дебютировал в Типпелиге. По окончании аренды игрок вернулся в «Оденсе». 